# Teodoro de Tarso
Teodoro de Tarso, conocido también como Teodoro de Canterbury, latinizado Theodorus Cantuarensis (c. 602 - 19 de septiembre de 690) fue el octavo Arzobispo de Canterbury, aunque es más conocido por su reforma de la Iglesia en Inglaterra y el establecimiento de una escuela en Canterbury. Es conmemorado como santo de la Iglesia ortodoxa, la católica y la anglicana; su festividad se celebra por esa confesión el 19 de septiembre.

## Primeros años
Teodoro nació en Tarso (Cilicia), una diócesis del Imperio Bizantino. En su infancia vivió devastadoras guerras entre Bizancio y el Imperio Persa. Tarso fue capturado cuando Teodoro tenía alrededor de 12 años. Lo más probable es que estudiara en Antioquía y, más tarde, en la capital bizantina de Constantinopla.
En algún momento antes de 660 Teodoro visitó Roma y probablemente se estableció en el monasterio de San Anastasio. Gracias a su herencia multicultural se convirtió en un erudito de la literatura latina, sacra y secular. En 667 la sede de Canterbury estaba vacante porque Wighard, el Arzobispo electo, había fallecido de forma inesperada. Teodoro fue escogido por recomendación de Adrián de Canterbury y consagrado en Roma el 26 de marzo de 668; llegó a Inglaterra al año siguiente.

## Arzobispo de Canterbury
Como primera medida realizó una encuesta en la Iglesia de Inglaterra, designó obispos para varias diócesis que habían estado vacantes y convocó al Sínodo de Hertford para instruir reformas relativas a la correcta celebración de festividades religiosas, la autoridad episcopal, comportamiento de los monjes itinerantes, sínodos posteriores, matrimonio y consanguinidad, entre otros. También propuso dividir la diócesis de Northumbria en secciones más pequeñas, política que lo puso en conflicto con el obispo Wilfredo de York, a quien el mismo Teodoro había designado. Teodoro depuso y expulsó a Wilfredo el año 678.
Al año siguiente Aelfwino de Deira, hermano de Egfrido de Northumbria, murió en una batalla contra los mercianos. La intervención de Teodoro impidió la escalada de la guerra y dio paso a la paz entre ambos reinos: el rey de Mercia pagó una indemnización por la muerte del hermano del rey.
Teodoro y Adriano crearon una escuela en Canterbury que atrajo a un gran número de estudiantes. Además de instrucción sobre las Sagradas Escrituras, los estudiantes podían estudiar poesía, astronomía y cálculo, así como música sacra. El mismo Teodoro impartía esta última materia y dio a conocer varios textos de Oriente, incluso tal vez sea responsable de la creación de la Letanía de los santos, una innovación litúrgica importante.
Teodoro falleció el año 690 a la notable edad de 88 años, tras 22 años como arzobispo. Fue enterrado en la Iglesia de San Pedro de Canterbury.
| Predecesor: Wighard | Arzobispo de Canterbury 668 - 690 | Sucesor: Berhtwald |